# HMS Canopus (1897)
Pour les autres navires du même nom, voir HMS Canopus.
Le HMS Canopus est un cuirassé pré-Dreadnought de classe Canopus de la Royal Navy.

## Histoire
Le Canopus intègre en commission par le capitaine Wilmot Fawkes à Portsmouth le 5 décembre 1899 pour servir dans la Mediterranean Fleet. Le capitaine Harry Seawell Niblett est nommé commandant en novembre 1900.Le navire subit un carénage à Malte de décembre 1900 à juin 1901. En mai 1902, il va à Palerme pour assister aux festivités liées à l'ouverture d'une exposition agricole par le roi Victor-Emmanuel III et le mois suivant à Larnaca. Il est retiré de la Mediterranean Fleet en avril 1903 et mis en réserve à Portsmouth le 25 avril 1903. Le Canopus reçoit alors une vaste carénage par Cammell Laird à Birkenhead qui dure de mai 1903 à juin 1904. De retour dans la réserve de Portsmouth, il est éperonné par le cuirassé HMS Barfleur dans la Mount's Bay lors de manœuvres le 5 août 1904, subissant de légers dommages.
Le Canopus revient en commission le 9 mai 1905 et remplace le cuirassé HMS Centurion dans la station de Chine. Il fait escale à Colombo lors de son voyage aller lorsque le Royaume-Uni et le Japon ratifient un traité d'alliance. L'alliance signifie que le Royaume-Uni peut avoir une présence réduite dans la station chinoise et que les cuirassés n'y sont plus nécessaires. À son retour au Royaume-Uni, le Canopus sert d'abord dans l'Atlantic Fleet le 22 juillet 1905. En janvier 1906, il est transféré dans la Channel Fleet et plus tard cette année-là, il est équipé d'une conduite de tir. Le 10 mars 1907, il est transféré à la division de Portsmouth au sein de la Home Fleet, où son équipage est un noyau en mai 1907 et il subit un carénage entre novembre 1907 et avril 1908. Son carénage terminé, le Canopus entre en service le 28 avril 1908 pour le service dans la Mediterranean Fleet. En décembre 1909, il est mis dans la 4e division de la Home Fleet, subit un radoub à Chatham Dockyard de juillet 1911 à avril 1912. En mai 1912, il est en réserve sur le Nore. En 1913 et 1914, il est stationné à Pembroke Dock dans la Third Fleet. Les navires de la Third Fleet, bien que sur la liste active, sont effectivement en réserve, n'étant habités que par des équipages intérimaires et ne seront entièrement équipés qu'en cas de guerre.
Après le déclenchement de la Première Guerre mondiale, le Canopus est mis en service le 7 août 1914 pour servir dans la 8e escadre de combat de la Channel Fleet, sous le commandement du capitaine Heathcoat Grant. Il est détaché le 21 août 1914 pour opérer de la station du Cap-Vert-Îles Canaries pour soutenir l'escadre de croiseurs là-bas. Début septembre, son sister-ship HMS Albion le relève et le Canopus est transféré dans la South America Station pour y devenir navire de garde et apporter son soutien à l'escadre de croiseurs du contre-amiral Christopher Cradock. En route, le Canopus voit au loin le croiseur léger allemand Karlsruhe au large du Brésil, mais le navire allemand intercepte les signaux radio britanniques avant que le Canopus ne puisse le localiser.
Le Canopus quitte l'archipel des Abrolhos le 8 octobre 1914 pour aider les navires de Cradock à rechercher l'escadre d'Extrême-Orient de l'Empire allemand, qui fait route vers l'Atlantique Sud depuis l'Extrême-Orient. Le Canopus arrive à Stanley dans les îles Falkland le 18 octobre 1914, où il prend des fonctions de garde et d'escorte. Cradock avait initialement l'intention de prendre le Canopus avec son escadre, qui se compose des croiseurs cuirassés Good Hope et Monmouth, du croiseur léger Glasgow et du croiseur auxiliaire Otranto, mais son arrivée tardive, associée au fait qu'il avait besoin d'une révision à son arrivée dans le Malouines, force Cradock à continuer sans lui. De plus, le Canopus ne peut pas aller à plus de 12 nœuds. Cradock ordonne au Canopus de le rejoindre dès que possible, bien qu'il ait l'intention de l'utiliser uniquement pour protéger ses charbonniers. Le 27 octobre, Cradock détache le Glasgow à Coronel, au Chili, pour recueillir des renseignements, et le jour suivant ordonne au Canopus d'amener les charbonniers à l'archipel Juan Fernández, où l'escadre fait le plein. Le Glasgow arrive à Coronel le 31 octobre, mais part le lendemain pour recevoir l'ordre du Premier Lord de la Mer que Cradock ne doit pas risquer d'engager l'escadre sans le Canopus.
Le Canopus se trouve encore à quelque 300 milles marins (560 km) au sud de Cradock lorsqu'il rencontre l'escadre d'Extrême-Orient. Les navires allemands sont plus rapides que les croiseurs britanniques, empêchant Cradock de rejoindre le Canopus. Lors de la bataille de Coronel qui s'ensuit, l'escadre d'Extrême-Orient coule les deux croiseurs blindés de Cradock et endommage le Glasgow ; au moment où Cradock est vaincu, le Canopus est encore à 250 milles marins (460 km). Les Glasgow et Otranto fuient vers le sud et ont rendez-vous avec le Canopus. Spee cesse alors la poursuite. Peu de temps après que la nouvelle de la défaite atteint la Grande-Bretagne, la Royal Navy ordonne à toutes les forces navales de la région de se consolider ; cela comprend les restes du commandement de Cradock, ainsi que les croiseurs blindés Defence, Carnarvon et Cornwall. De plus, deux croiseurs de bataille, les Invincible et Inflexible, sont détachés de la Grand Fleet pour traquer et détruire l'escadre de Spee.
Les Canopus et Glasgow retournent à Stanley, y arrivant le 8 novembre 1914 ; ils se mettent immédiatement à rejoindre les navires de guerre britanniques concentrés au large de River Plate. Le Canopus reçoit l'ordre de retourner aux Malouines et de se placer à Stanley pour garder le port le 9 novembre. Il arrive trois jours plus tard et se prépare pour la défense du port. L'équipage du Canopus met en place des défenses contre une attaque de Spee. Il s'échoue dans les vasières dans une position qui lui permet de couvrir l'entrée du port et d'avoir un champ de tir vers la terre au sud-est ; pour réduire sa visibilité, ses mâts de hune sont enlevés et il est camouflé. Un poste d'observation est établi à terre sur un terrain élevé et connecté au navire par téléphone, permettant au Canopus d'utiliser des tirs indirects contre les navires en approche. Certains de ses canons de 12 livres et un détachement de soixante-dix Royal Marines débarquent pour défendre Stanley. Le 25 novembre, le Canopus intercepte un message radio indiquant que l'escadre de Spee avait contourné le cap Horn, bien que le message soit erroné ; Spee passera dans la nuit du 1 au 2 décembre. Le 4 décembre, l'équipage du Canopus a terminé ses préparatifs.
Le 7 décembre, la principale escadre britannique, commandée par le vice-amiral Doveton Sturdee, arrive à Stanley et commence à charbonner, avec l'intention de partir deux jours plus tard à la recherche de Spee. Au lieu de cela, le matin du 8 décembre, l'escadre allemande arrive au large de Stanley ; à 7 h 50, les vigies à bord du Canopus sonnent l'alarme. Peu de temps après 9 h, heure à laquelle les croiseurs allemands Gneisenau et Nürnberg sont à 10 km, le Canopus tire deux salves, qui échouent ; cependant les observateurs déclarent que des fragments de la deuxième salve ont frappé le Gneisenau. Sous le feu du Canopus et repérant les mâts tripodes des croiseurs de bataille de Sturdee, Spee annule l'attaque prévue de sa force sur les Malouines. À 9 h 31, le Canopus cesse de tirer, car les Allemands se retirent. Les croiseurs de bataille de Sturdee, beaucoup plus rapides que les navires de Spee, rattrapent et détruisent  l'escadre d'Extrême-Orient, à l'exception du croiseur léger SMS Dresden. Le Canopus, toujours amarré dans la boue, reste à Stanley et manque le reste de la bataille. Le Canopus quitte les Malouines le 18 décembre 1914 pour retourner à ses fonctions dans la South America Station à l'archipel des Abrolhos.
En février 1915, le Canopus est transféré en Méditerranée pour participer à la bataille des Dardanelles. Le 2 mars 1915, il prend part à la deuxième attaque contre les forts d'entrée turcs ottomans aux Dardanelles. Au cours de cette opération, il est accompagné des pré-dreadnoughts Cornwallis et Swiftsure. Les Canopus et Swiftsure sont chargés de supprimer les canons dans la forteresse de Dardanie tandis que le Cornwallis s'en prend à des batteries mineures à Intepe et Erenköy. Les Canopus et Swiftsure entrent dans le détroit à 13 h 20 et se rapprochent à 910 m de la rive nord, où une heure plus tard ils ouvrent le feu sur la forteresse de l'autre côté du détroit à 7 km. Les navires tirent pendant environ deux heures avant que les Ottomans à l'intérieur de Dardanie ne ripostent à 16 h 15, ce qu'ils ont fait avec assez de précision, marquant un coup sur la dunette du Canopus qui endommage un carré des officiers. Un deuxième obus renverse son mât supérieur et un troisième le troue après l'entonnoir, explose et fait pleuvoir des fragments sur les deux bateaux.
Le feu nourri ottoman force les Canopus et Swiftsure à se retirer de leurs positions de bombardement. Le Cornwallis, après avoir fait taire les canons à Intepe, bombarde Erenköy, tandis que les Canopus et Swiftsure maintiennent le feu sur Dardanie. À 16 h 40, les canons de Dardanie s'arrêtent, permettant aux trois navires de concentrer le feu sur Erenköy, où les batteries sont rapidement neutralisées. Les trois navires se retirent, ayant apparemment atteint leur objectif, bien que cette nuit-là, lorsque les destroyers et les dragueurs de mines vont nettoyer les champs de mines bloquant le détroit, ils sont accueillis par un feu très nourri et contraints de se retirer. Au cours du troisième débarquement le 4 mars 1915, il est au large de la côte égéenne pour tenir en joue les forces terrestres ottomanes.
Il couvre le bombardement des forts par le superdreadnought HMS Queen Elizabeth le 8 mars et les dragueurs de mines au large de Kephes le 10 mars. Au cours de l'opération du 10, lui, le croiseur Amethyst et plusieurs destroyers couvrent une force de dragueurs de mines. Le Canopus manquent de détruire les projecteurs des canons côtiers ottomans. En conséquence, les dragueurs de mines ont été la cible de tirs intenses et font une retraite, l'un d'eux touchant une mine dans le chaos. Il prend part à l'attaque majeure sur les forts de Narrows le 18 mars 1915. Au cours de l'attaque, une flotte de navires de guerre britanniques et français, dont le Queen Elizabeth et le croiseur Inflexible, tente de supprimer les forts à la lumière du jour, permettant aux dragueurs de mines de nettoyer enfin les champs sans être inquiétés par les tirs ottomans. Les navires britanniques infligent de lourds dégâts aux forteresses, mais le cuirassé Inflexible subissent de graves dommages des batteries côtières. Les cuirassés français aussi, le cuirassé Bouvet heurte une mine et explose.
Les navires français battent en retraite, tandis que les britanniques continuent le bombardement. Peu de temps après, l’Inflexible heurte une mine et est gravement endommagé mais peut se retirer. Les cuirassés Irresistible et Ocean heurtent des mines et tous deux coulent, forçant les Britanniques à interrompre l'attaque. Ensuite le Canopus et le croiseur HMS Talbot escortent l’Inflexible endommagé de Mudros à Malte le 6 avril. Par gros temps et avec l’Inflexible sur le point de sombrer, le Canopus doit remorquer le croiseur de bataille paralysé, la poupe en premier, au cours des six dernières heures du voyage le 10 avril. De retour aux Dardanelles, le Canopus participe au blocus de Smyrne et couvre une attaque de diversion sur Bolayır lors des principaux débarquements du 25 avril 1915. Il soutient les forces de l'Anzac à terre en mai, y compris lors d'une forte contre-attaque ottomane le 19 mai. Lorsque l’Albion s'échour sur un banc de sable au large de Kabatepe sous un feu nourri le 22 mai 1915, le Canopus le remorque sans contrainte. Le 25 mai, le Canopus se retire à Mudros et en quittant les Dardanelles, rencontre le sous-marin allemand U-21, qui coulera le cuirassé Triumph plus tard dans la journée. Le Canopus subit un carénage à Malte de mai à juin 1915.
Après la fin de la bataille des Dardanelles avec l'évacuation des forces alliées de Gallipoli en janvier 1916, le Canopus est affecté à l'Eastern Mediterranean Squadron, où il sert jusqu'à son retour au Royaume-Uni en avril 1916. Le Canopus arrive à Plymouth le 22 avril 1916, puis à Chatham où l'équipages est transféré dans les navires anti-sous-marins. Il subit une remise en état plus tard en 1916, les huit canons de 6 pouces sur le pont principal sont remplacés par quatre sur le pont de la batterie et ses canons de 12 et 3 livres sont remplacés par des armes antiaériennes légères en 1917. Il devient un navire d'hébergement en février 1918. Le Canopus est placé sur la liste d'élimination à Chatham en avril 1919. Il est vendu pour mise au rebut le 18 février 1920 et arrive à Douvres le 26 février 1920 pour être mis au rebut.